# Rob Knox
Robert Arthur Knox (21. srpna 1989 – 24. května 2008) byl anglický herec, který byl znám především pro svou roli Marcuse Belbyho ve filmu Harry Potter a Princ dvojí krve.
Knox začal hrát již ve věku 11 let a získal malé role v britských televizních pořadech jako The Bill, After You Gone a Trust me, I'm a teenager. Jeho prvním filmem byl Král Artuš z roku 2004, ve kterém si zahrál komparz.
Dne 24. května 2008 Knox zemřel na následky bodnutí, která mu způsobil útočník Karl Norman Bishop, když Knox zasáhl do boje za ochranu svého bratra před londýnským barem v Sidcupu. Jeho vražda vyvolala v britských mediích velký poprask a útočník byl odsouzen k trestu odnětí svobody na doživotí s možností podmínečného propuštění minimálně po dvaceti letech vězení.
Na Knoxovu počest je pořádán každoroční filmový festival Rob Knox, který byl v roce 2008 vytvořen Nadací Roba Knoxe, která pomáhá financovat školení místních mladých lidí v oblasti umění.

## Život
Robert se narodil Colinovi a Sally Knoxovým 21. srpna 1989. Už v jedenácti letech započala jeho herecká kariéra menšími rolemi v britských seriálech jako například policejní drama The Bill nebo komedie BBC After You Gone. Později se objevil v Tonight s Trevorem Mcdonaldem.

## Harry Potter
V roce 2007 byl zahájen casting na roli Marcuse Belbyho ve filmu Harry Potter a Princ dvojí krve, šestý díl slavné série o Harrym Potterovi, adaptace stejnojmenné knižní předlohy britské spisovatelky J. K. Rowlingové. Film byl vydán až po jeho smrti v roce 2009.
Jeho postava se měla objevit i v sedmém závěrečném díle této úspěšné série. Avšak toho se již nedožil.

## Smrt
Knox zemřel ve věku 18 let poté, co se snažil ochránit svého 17letého bratra Jamieho, kterého před barem Metro v Sidcupu ohrožovali dva muži z nichž byl jeden ozbrojen. Warner Bros o jeho smrti prohlásil následující: „Všichni jsme touto zprávou šokováni a zarmouceni a v tuto chvíli jsou naše sympatie s jeho rodinou.“